# Naked Attraction
Naked Attraction è un programma televisivo britannico di genere dating show, in onda dal 25 luglio 2016 su Channel 4 con la conduzione di Anna Richardson. Il programma prevede che una persona vestita scelga un concorrente tra sei persone nude, i cui corpi ed i volti vengono rivelati in successivi round, dai piedi in su. Una volta che questi sei sono stati ridotti a due, la persona che deve decidere appare nuda per selezionare uno di loro per un appuntamento. Il programma mostra quindi il loro feedback dopo l'appuntamento.
Nel novembre 2016 Naked Attraction è stato rinnovato per una seconda serie, che è iniziata in onda il 29 giugno 2017. Nel febbraio 2018 lo spettacolo è stato rinnovato per una terza serie, che ha iniziato la messa in onda il 24 agosto 2018 ed una quarta serie è andata in onda lo stesso anno della terza serie.
Lo show ha ricevuto un'ondata di lamentele da parte degli spettatori alla trasmissione di Ofcom a causa dei nudi frontali integrali presenti nello show. Tuttavia, la Ofcom scelse di non indagare perché non c'era nulla che violasse le loro regole, visto che tale dating show non conteneva attività sessuale ed era trasmesso ben oltre la fascia protetta prevista dalle leggi britanniche.

## Produzione
Ogni episodio può richiedere fino alle dodici ore di riprese, anche se il concorrente che sceglie deve spogliarsi solo per quindici minuti. L'appuntamento ha luogo alle 9:00 del giorno successivo. Il protagonista deve avere qualcuno con lui/lei in ogni momento per assicurarsi che non si imbatta accidentalmente in uno dei concorrenti, e se uno dei concorrenti ha bisogno di una pausa per andare in bagno, deve essere scortato da un membro del personale fuori dal separatore in modo che chi deve scegliere non li veda lasciare la loro cabina colorata.
I concorrenti inglesi non ricevono un pagamento per partecipare ma i concorrenti in standby ricevono 75 sterline per essere nella stanza.

## Episodi
| Serie         | Episodi | Prima TV originale | Prima TV Italia |
| ------------- | ------- | ------------------ | --------------- |
| Prima serie   | 5       | 2016               | Discovery+      |
| Seconda serie | 10      | 2017               | Discovery+      |
| Terza serie   | 10      | 2018               | Discovery+      |
| Quarta serie  | 8       | 2018               | Discovery+      |

## Versione italiana
Il format del programma è stato esportato in Germania, Danimarca, Italia, Finlandia, Norvegia, Polonia, Russia e Svezia. Nei Paesi Bassi è stato realizzato uno show simile, chiamato Undress for love - che presenta qualche piccola differenza rispetto a Naked Attraction ma le cui premesse sono simili - andato in onda per sei episodi nel 2018.
| Paese       | Nome                              | Canale                      | Debutto          | Conduttrice                                       |
| ----------- | --------------------------------- | --------------------------- | ---------------- | ------------------------------------------------- |
| Germania    | Naked Attraction – Dating hautnah | RTL II                      | 8 maggio 2017    | Milka Loff Fernandes                              |
| Danimarca   | Date mig nøgen                    | TV 2                        | 10 febbraio 2019 | Ibi Makienok                                      |
| Finlandia   | Naked Attraction Suomi            | Dplay+                      | 4 dicembre 2020  | Marja Kihlström                                   |
| Italia      | Naked Attraction Italia           | Discovery+, NOVE, Real Time | 7 febbraio 2021  | Nina Palmieri                                     |
| Norvegia    | Naked Attraction Norge            | Discovery+, TVNorge         | 22 aprile 2021   | Tuva Fellman                                      |
| Polonia     | Magia nagości. Polska             | Player, Zoom TV             | 3 settembre 2021 | Beata Olga Kowalska (2021–2022) Julia Oleś (2025) |
| Russia      | Naked Attraction Russia           | Okko                        | 2023             | Anna Sedokova                                     |
| Svezia      | Naked Attraction Sverige          | Discovery+, Kanal 5         | 7 giugno 2022    | Sofia Wistam                                      |
| Paesi Bassi | Undress for Love                  | RTL XL                      | 2018             | Lieke van Lexmond                                 |
| Galles      | Atyniad Noeth                     | S4C                         | 2023             | Fflur Medi Owen                                   |
| Singapore   | Chikobeh Attraction               | Channel 5                   | 2024             | Kaylani Lei                                       |
| Francia     | Naked Attraction France           | Discovery+                  | 2025             | Edwige Fenech                                     |